# Brabazon Trophy
De Brabazon Trophy is de prijs die ieder jaar uitgereikt wordt aan de winnaar van het Engels Amateur Strokeplay Kampioenschap.
De eerste editie was in 1947 en werd de English Amateur International Trophy genoemd. Vanaf 1948 werd het toernooi de Brabazon Trophy genoemd, nadat Lord Brabazon of Tara de trofee ter beschikking had gesteld. Sinds 1957 is de officiële titel van het toernooi de English Men’s Open Amateur Stroke Play Championship.
Er doen maximaal 144 spelers mee met een maximale handicap van 1.4. Er worden twee kwalificatietoernooien gehouden, en voor beide toernooien zijn 30 plaatsen beschikbaar. Het toernooi zelf bestaat uit vier rondes van 18 holes, waarbij na 36 holes een cut is. De beste 60 spelers en ties mogen de laatste twee rondes spelen. Als enkele spelers daarna samen winnen, volgt een sudden-death play-off. Vroeger bestond de play-off uit 18 holes.
Er wordt om twee extra prijzen gespeeld:
- George Henriques Salver: voor de Britse of Ierse U20 speler met de laagste score
- Philip Scrutton Jug: voor de speler met de laagste totaalscore van de Berkshire Trophy en de Brabazon Trophy. Deze prijs werd in 1959 ter beschikking gesteld door de moeder en weduwe van Philip Scrutton. Winnaars waren onder meer Darren Prosser en Josh White.

Naast dit strokeplay kampioenschap bestaat een matchplay kampioenschap, dit heet het Engels Amateur Kampioenschap. (English Amateur Championship).

## Winnaars
| Jaar | Baan                                 | Winnaar(s)                                 | Score     | Informatie over winnaar                                                                                |
| ---- | ------------------------------------ | ------------------------------------------ | --------- | --- |
| 2014 | Seaton Carew                         | Ben Stow                                   | 278       | -14 |
| 2013 | Formby Golf Club                     | Jordan Smith                               | 286       | -2 |
| 2012 | Walton Heath Golf Club               | Neil Raymond                               | 287       | |
| 2011 | Burnham & Berrow Golf Club           | Neil Raymond                               | 287       | |
| 2010 | Royal Liverpool Golf Club            | Darren Wright                              |           | |
| 2009 | Moortown Golf Club                   | Niall Kearney                              | 208       | |
| 2008 | Trevose Golf & Country Club          | Steven Uzzell                              | 197       | |
| 2007 | Forest of Arden Hotel & Country Club | Romain Bechu Jamie Moul                    | 281 (tie) | |
| 2006 | Ganton Golf Club                     | Robert Dinwiddie                           | 282       | |
| 2005 | The Oxfordshire Golf Club            | Lloyd Saltman                              | 278       | |
| 2004 | West Lancashire Golf Club            | Matt Richardson                            | 279       | |
| 2003 | Hunstanton Golf Club                 | Jon Lupton                                 | 287       | |
| 2002 | Royal Cinque Ports Golf Club         | Charl Schwartzel                           | 282       | |
| 2001 | Royal Birkdale Golf Club             | Richard Walker                             | 280       | Telegraph: artikel uit 2001, Walton Hall GC, voormalig professional winnaar Portugees en Duits Amateur |
| 2000 | Woodhall Spa Golf Club               | Jochen Lupprian                            | 284       | |
| 1999 | Moortown Golf Club                   | Mark Side                                  | 279       | |
| 1998 | Formby Golf Club                     | Peter Hanson                               | 287       | |
| 1997 | Saunton Golf Club                    | David Park                                 | 271       | |
| 1996 | Royal St George's Golf Club          | Peter Fenton                               | 297       | |
| 1995 | Hillside Golf Club                   | Colin Edwards Mark Foster                  | 283 (tie) | |
| 1994 | Little Aston Golf Club               | Gary Harris                                | 280       | |
| 1993 | Stoneham Golf Club                   | David Fisher                               | 277       | |
| 1992 | Notts Golf Club (Hollinwell)         | Ignacio Garrido                            | 280       | |
| 1991 | Hunstanton Golf Club                 | Gary Evans Mark Pullan                     | 284 (tie) | |
| 1990 | Burnham & Berrow Golf Club           | Gary Evans Olivier Edmond                  | 287 (tie) | |
| 1989 | Royal Liverpool Golf Club            | Craig Rivett Neil Roderick                 | 293 (tie) | |
| 1988 | Saunton Golf Club                    | Bobby Eggo                                 | 289       | |
| 1987 | Ganton Golf Club                     | Jeremy Robinson                            | 287       | |
| 1986 | Sunningdale Golf Club                | Richard Kaplan                             | 286       | |
| 1985 | Seaton Carew Golf Club               | Peter Baker Roger Roper                    | 296 (tie) | |
| 1984 | Royal Cinque Ports Golf Club         | Mark Davis                                 | 286       | |
| 1983 | Notts Golf Club (Hollinwell)         | Charlie Banks                              | 294       | |
| 1982 | Woburn Golf & Country Club           | Paul Downes                                | 299       | |
| 1981 | Hillside Golf Club                   | Paul Way                                   | 292       | |
| 1980 | Hunstanton Golf Club                 | Peter McEvoy Ronan Rafferty                | 293 (tie) | |
| 1979 | Little Aston Golf Club               | D. Long                                    | 291       | |
| 1978 | Woodhall Spa Golf Club               | Gordon Brand jr.                           |           | |
| 1977 | Royal Liverpool Golf Club            | Sandy Lyle                                 | 293       | |
| 1976 | Saunton Golf Club                    | Peter Hedges                               | 294       | |
| 1975 | Notts Golf Club (Hollinwell)         | Sandy Lyle                                 | 298       | |
| 1974 | Moortown Golf Club                   | Nevil Sundelson                            | 291       | |
| 1973 | Hunstanton Golf Club                 | Roger P. Revell                            | 294       | |
| 1972 | Royal Liverpool Golf Club            | Peter Moody                                | 296       | |
| 1971 | Hillside Golf Club                   | Michael Bonallack                          | 294       | |
| 1970 | Little Aston Golf Club               | Rodney Foster                              | 287       | captain Walker Cup in 1979 en 1981                                                                     |
| 1969 | Moortown Golf Club                   | Michael Bonallack Rodney Foster            | 290 (tie) | |
| 1968 | Walton Heath Golf Club               | Michael Bonallack                          | 210       | |
| 1967 | Saunton Golf Club                    | Ronnie Shade                               | 299       | |
| 1966 | Hunstanton Golf Club                 | Peter Townsend                             | 282       | |
| 1965 | Formby Golf Club                     | M.J. Burgess Clive Clark Dudley Millensted | 289 (tie) | |
| 1964 | Royal Cinque Ports Golf Club         | Michael Bonallack                          | 290       | |
| 1963 | Royal Birkdale Golf Club             | Ronnie Shade                               | 306       | |
| 1962 | Woodhall Spa Golf Club               | Alan Slater                                | 290       | |
| 1961 | Royal Liverpool Golf Club            | Ronnie Shade                               | 284       | |
| 1960 | Ganton Golf Club                     | G.B. Wolstenholme                          | 286       | |
| 1959 | Notts Golf Club (Hollinwell)         | Douglas Sewell                             | 300       | |
| 1958 | Royal Birkdale Golf Club             | Arthur Herbert Perowne                     | 289       | |
| 1957 | Moortown Golf Club                   | Doug Sewell                                | 287       | |
| 1956 | Burnham & Berrow Golf Club           | Stan Fox                                   | 292       | |
| 1955 | Northumberland Golf Club             | Philip Scrutton                            | 283       | |
| 1954 | Woodhall Spa Golf Club               | Philip Scrutton                            | 302       | |
| 1953 | Sunningdale Golf Club                | Charlie Stowe                              | 283       | |
| 1952 | Ganton Golf Club                     | Ph.F. Scrutton                             | 290       | |
| 1951 | Formby Golf Club                     | Ronnie White                               | 293       | |
| 1950 | Royal Birkdale Golf Club             | Ronnie White                               | 294       | |
| 1949 | Stoneham Golf Club                   | Patrick Hine                               | 287       | |
| 1948 | Royal Lytham & St Annes Golf Club    | W.G. Stowe                                 | 299       | |
| 1947 | Royal Birkdale Golf Club             | D.M.G. Sutherland                          | 306       | na 18-holes play-off tegen Jim Rothwell                                                                |

De spelers die een vlag voor hun naam hebben, zijn later professional geworden.

## Trivia
- Gary Wolstenholme werd pas op 48-jarige leeftijd professional[1]. Hij speelde met Philip Scrutton en Michael Bonallack in 1950 in de Walker Cup[2].
- Ronnie White was 15 jaar lang top-amateur in Engeland; hij was lid van de Caldy Golf Club.